# Скребицкий, Владимир Георгиевич
Владимир Георгиевич Скребицкий (род. 1934) — ученый-физиолог, член-корреспондент РАМН (2002), член-корреспондент РАН (2006), писатель, член Союза писателей России (1991).
Сын писателя-натуралиста Г. А. Скребицкого (1903—1964).

## Биография
Родился 27 июля 1934 года в Москве.
Окончил биолого-почвенный факультет МГУ. С 1957 года работает в Научном Центре Неврологии, в настоящее время — заведующий Лаборатории функциональной синаптологии Отдела исследований мозга.
В 1963 году защитил кандидатскую диссертацию «Динамика изменений вызванных потенциалов и циклов возбудимости коры и подкорковых образований большого мозга», в 1972 году — докторскую диссертацию «Модуляция афферентного потока в центральных звеньях зрительного анализатора».
С 1977 года ведёт преподавательскую деятельность в должности профессора кафедры высшей нервной деятельности биологического факультета МГУ. В 1984 году присвоено учёное звание профессора по специальности «физиология человека и животных».
6 апреля 2002 года избран членом-корреспондентом РАМН, с 25 мая 2006 года — член-корреспондент РАН.

## Научная деятельность
Специалист в области исследования синаптических процессов в нейронах разных структур головного мозга.
Разработчик метода внутриклеточной регистрации активности нейронов коры головного мозга бодрствующего животного, что дало возможность выявить новые закономерности, лежащие в основе памяти и обучения, применил и усовершенствовал методику регистрации нейронов in vitro: в срезах мозга и культуре нервной ткани, выявил механизмы действия различных биологически активных веществ (нейропептидов, биогенных аминов, анксиолитиков, веществ, улучшающих память и обучение) в разных структурах мозга.
На биологическом факультете МГУ читает курс лекций «Нейробиологические основы поведения».
- Стельмашук Е. В., Ставровская А. В., Ямщикова Н. Г., Ольшанский А. С., Капай Н. А., Попова О. В., Хаспеков Л. Г., Скребицкий В. Г., Исаев Н. К. Митохондриально-адресованное производное пластохинона антиоксидант SkQR1 оказывает положительное влияние на память крыс. // Биохимия, 2015, том 80, № 5, с. 702—706
- Стельмашук Е. В., Исаев Н. К., Генрихс Е. Е., Амелькина Г. А., Хаспеков Л. Г., Скребицкий В. Г., Иллариошкин С. Н. Роль ионов цинка и меди в механизмах патогенеза болезней Альцгеймера и Паркинсона. // Биохимия, 2014, том 7, № 5, с. 501—508
- Исаев Н. К., Стельмашук Е. В., Стельмашук Н. Н., Шаронова И. Н., Скребицкий В. Г. Старение головного мозга и митохондриально адресованные антиоксиданты класса SkQ. // Биохимия, 2013, том 78, № 3, с. 391—397
- Solntseva EI, Bukanova YV, Skrebitskii VG. Interaction of acetylcholinesterase inhibitor donepezil with ionic channels of the neuronal membrane // Bull Exp Biol Med. 2006 Oct;142(4):387-90.
- Солнцева Е. И., Буканова Ю. В., Скребицкий В. Г. Память и калиевые каналы // Успехи физиологических наук // 2003 Т. 34(4):16-25.

## Писательская деятельность
С 1991 года — член Союза писателей России.
Сюжеты произведений: характеры и психологические ситуации людей научной среды, а также — охота, рыбалка и все, что связано с общением с природой.
Печатался в «Литературной газете» и газете «Литературная Россия», журналах: «Знамя», «Новая Россия», «Грани», «Родина», «Наша улица» и других.
Автор двух сборников рассказов: «В троллейбусном кольце», Прометей, 1990 (Предисловие В. Я. Лакшина) и «Хор охотников», Икар, 2003, посвященный 100-летию со дня рождения отца, писателя-натуралиста Г. А. Скребицкого.